# エンヒッキ・松茂良・ジアス
エンヒッキ・松茂良・ジアス（Henrique Matsumora Dias、愛称：ヒッキ、1989年6月16日 - ）は、ブラジルサンパウロ出身のアンプティサッカー選手。FCアウボラーダ所属。ポジションはMF/RW。
アンプティサッカーブラジル代表および日本代表の背番号10番として、過去6回ワールドカップに出場し貢献。日本でアンプティサッカーを競技として広めたパイオニアでもある。

## 経歴

### 幼少期
1989年6月16日、ブラジルサンパウロにて、スペイン・イタリア系ブラジル人の父と日系ブラジル人の母のもとに長男として生まれた。5歳の時、自宅前の交差点で信号を待っている際にトラックが突っ込んできたことで、一時は命が危険にさらされるほどの重傷を負い大手術により一命をとりとめるも、大腿部より右足を失った。長期にわたる病院生活を終えた後は、車いすと義足でリハビリを行うが、成長期ということもあり違和感が生じたため、片足＋クラッチ（松葉杖）を体の一部として歩行するようになった。退院から2年くらいたつと、義足なしでの片足の生活が「当たり前」となったという。

### サッカーとの出逢い
入院中、ベッドの上でしていたサッカーゲームや、お見舞いに来てくれた伯父から聞かされたサッカーの話をきっかけに、徐々にサッカーへ興味を抱く。8歳頃にはボールを蹴り始め、片足＋クラッチを使ってサッカーをするようになった。従兄妹弟たちと共に、週末になると中庭のフットサルコートでサッカーをする日々が続いた。また、退院後はクラッチを使って歩くことがやっとだったが、サッカーを始めたことで、クラッチを使って走れるようになった。

### アンプティサッカーとの出逢い
通学の傍ら障がい者スポーツセンターに通っており、水泳や卓球を楽しんでいたある日、新聞記事で「アンプティサッカー」の存在を知った。当時ブラジル代表チームはアンプティサッカーの有力チームであり、優勝もしていた。サンパウロで競技をやっている人はいないと言われ、競技への参加をあきらめていた。
13歳を迎えた2年後、アンプティサッカーの全国大会（ブラジル国内）が開催されるという知らせを受け、チームを作り参加することを決意。ゼロからサンパウロを拠点にアンプティサッカーのチームを結成した。当時のチーム名は「AACD（障害児童サポート協会の頭文字）」。メンバーには20~30代の選手もいたが、ド素人で結成されたチームの結果は全敗。全参加チームの最下位だった。当大会で、エンヒッキは「新人賞」を受賞。また競技を知るきっかけとなったアンプティサッカーブラジル代表のエース、マリオ・メロ選手に会えたことが、その後の選手人生の大きな転機となった。

### ブラジル代表時代
13歳の時の全国大会にて、アンプティサッカーブラジル代表のエース、マリオ・メロ選手と出逢い、「サッカーを続ければ、いつか代表選手になれるよ」という言葉をかけてもらったことがきっかけとなり、練習に打ち込んだ。「かわいそうと思われたくない」という気持ちで一心不乱に練習に励み、2007年11月、エンヒッキが18歳の時にブラジル代表としてワールドカップに初招集された。ブラジル代表は2005年の第6回大会までは優勝3回、準優勝2回、3位が1回と好成績をおさめており、ロシアやウズベキスタンといった強豪国を退け、世界ナンバーワンの実力を誇っていた。第7回のワールドカップトルコ大会では、10代の選手がエンヒッキを含め3名招集されたが、急成長を遂げた開催国トルコに敗れ、4位となった。

### 卒業～来日
幼少期から日本にいる親戚の元に滞在し、通学していたこともあり、日本での安全で便利な生活に憧れていた。高校卒業後はすぐに沖縄の伯父の元で留学するも、言語の壁を超えることができず失意のうちにブラジルへ帰国。その後まもなくアンプティサッカーブラジル代表選手として召集され、デビューすることとなった。ブラジル帰国後は現地での大学進学が決まっていたが、同時期に幼少期から兄のように慕っていた従兄からの提案があり、日本での就職の機会を手にしたことで日本での生活を再開した。

### 日本におけるアンプティサッカーの創始者として
エンヒッキが就職で来日した当時はまだ日本にアンプティサッカーが競技として存在していなかった。社内で知的障がい者サッカーの指導をしている杉野正幸（現アンプティサッカー日本代表監督）がいることを知り、彼の教えるスクールに出向いた。その日からしばらくの間、エンヒッキはクラッチを使ったアンプティサッカースタイルで杉野氏の教えるスクールの子供たちに交ざり、サッカーを楽しんでいた。杉野の助言もあり、日本でアンプティサッカーのメンバーを集め始めたことで、徐々に競技人口を増やしていくこととなった。

## 成績
2014年
- 第4回日本アンプティサッカー選手権大会　【得点王】

2015年
- 第2回レオピン杯 Copa Amputee　 【MVP】および【得点王】

2016年
- 第6回日本アンプティサッカー選手権大会　 【MVP】

2017年
- 第4回レオピン杯 Copa Amputee 【得点王】

2019年
- 東日本アンプティサッカーリーグ【MVP】

- 第9回日本アンプティサッカー選手権大会【石渡俊行賞】

2022年
- 第7回レオピン杯 Copa Amputee 【MVP】および【得点王】

- 第11回日本アンプティサッカー選手権大会　 【MVP】

2023年
- 東日本アンプティサッカーリーグ【アシスト王】

## メディア出演

### テレビ番組
- TBS 「朝ズバッ!」（2011年12月6日放送）
- 日本テレビ「news every.」（2012年9月29日放送）
- テレビ東京「みらいのつくりかた」（2014年9月25日放送）[1]
- TBS「S☆1 plus」（2014年11月9日）
- テレビ東京「生きるを伝える」（2016年1月23日放送）[2]
- TBS「勇気のシルシ〜パラアスリートの挑戦〜」(2016年12月6日放送) [3]
- テレビ東京「追跡LIVE! Sports ウォッチャー」（2018年7月13日放送）[4]
- NHK 「武井壮のパラスポーツ真剣勝負」(2019年11月1日放送)　[5]
- NHK 「武井壮のパラスポーツ真剣勝負」(2019年12月28日放送)
- BS TBS　「パラスポーツが世界を変える〜2020から未来へ〜」(2020年3月13日放送)[6]

#### ラジオ
- TBSラジオ 「土曜朝6時 木梨の会。」（2019年11月30日、2022年9月24日）

### CM
- コカ・コーラ社 アクエリアス（2014年）"つづけるキミに、道はひらく～You New AQUARIUS～"
- hummel 社（2016年）"PRAY with Amputee soccer"

### 新聞
- 日本経済新聞連載（2016年11月6日）「健常者よりうまく」 エンヒッキ松茂良ジアス（上）
- 日本経済新聞連載（2016年11月6日）日本で伝道者に　エンヒッキ松茂良ジアス（中）
- 日本経済新聞連載（2016年11月6日）楽しみでなく真剣勝負　エンヒッキ松茂良ジアス（下）

### 書籍
- サッカーならどんな障害でも越えられる（講談社、2016年）「第3章　勇者の剣」